# Heliconius defasciatus
Heliconius defasciatus är en fjärilsart som beskrevs av Heinrich Neustetter 1908. Heliconius defasciatus ingår i släktet Heliconius och familjen praktfjärilar. Inga underarter finns listade i Catalogue of Life.